# Brodek (przystanek kolejowy)
Brodek – dawny wąskotorowy przystanek osobowy w Kamiennej, w gminie Opatowiec, w powiecie kazimierskim, w województwie świętokrzyskim, w Polsce.